# Coeloides melanotus
Coeloides melanotus är en stekelart som beskrevs av Wesmael 1838. Coeloides melanotus ingår i släktet Coeloides och familjen bracksteklar. Arten är reproducerande i Sverige.

## Underarter
Arten delas in i följande underarter:
- C. m. maculatus
- C. m. flavus